# Chylismiella pterosperma
Chylismiella pterosperma Nutt. – gatunek roślin z monotypowego rodzaju Chylismiella z rodziny wiesiołkowatych. Występuje naturalnie w Stanach Zjednoczonych (Oregon, Kalifornia, Nevada, Utah oraz w Arizonie). 

## Morfologia
PokrójBylina dorastająca do 2—14 cm wysokości. Korzeń jest palowy, pędy pokryte są szczeciniastymi włoskami. Łodyga jest wyprostowana, smukła i rozgałęziona, łuszcząca się u podstawy.
LiścieUlistnienie naprzemianległe, mniej lub bardziej siedzące. Blaszka liściowa jest całobrzega i mierzy 3—30 mm długości, ma kształt od wąskolancetowatego do odwrotnie lancetowatego.
KwiatyZebrane w grona. Kwiaty otwierają się o świcie. Hypancjum mierzy 1—2 mm. Mają 4 pojedyncze (okazjonalnie w parach) działki kielicha o długości 1,5–2,5 mm. Płatki są 4, mają 1,5–2,5 mm długości, są ząbkowane na szczycie, maja białą barwę, nieco żółte u podstawy, blakną na fioletowo. Dłuższe pręciki są naprzeciw działek, pylniki przymocowane są do podstawy, ziarna pyłku trójkanciaste, znamię ma półkulisty kształt, samopylne.
OwoceMają obły kształt, prosty lub lekko zakrzywiony, o długości 12—28 mm i szerokości 0,6—0,8 mm. Osadzone są na szypułce mierzącej 4—8 mm długości.

## Biologia i ekologia
Kwitnie od maja do czerwca.

## Systematyka
Pozycja systematyczna według APweb (2001...)
Rodzaj należący do podrodziny Onagroideae, rodziny wiesiołkowatych (Onagraceae Juss.), która wraz z siostrzaną grupą krwawnicowatych (Lythraceae) wchodzi w skład rzędu mirtowców (Myrtales). Rząd należy do kladu różowych (rosids) i w jego obrębie jest kladem siostrzanym bodziszkowców. 